# Han-sur-Meuse
Han-sur-Meuse é uma comuna francesa na região administrativa de Grande Leste, no departamento de Meuse. Estende-se por uma área de 17,22 km². Em 2010 a comuna tinha 277 habitantes (densidade: 16,1 hab./km²).